# Jardim (Mato Grosso do Sul)
Jardim, amtlich portugiesisch Município de Jardim, ist eine Kleinstadt im brasilianischen Bundesstaat Mato Grosso do Sul und liegt 233 km südwestlich der Hauptstadt Campo Grande.

## Geographie
Die Stadt liegt am westlichen (linken) Ufer des Rio Miranda. Auf der anderen Flussseite gegenüber liegt Guia Lopes da Laguna. Sie gliedert sich in die Distrikte Jardim (Sitz) und Boqueirão. Die Einwohnerzahl wurde 2018 auf 25.967 Bewohner geschätzt, die Fläche beträgt 2.201,5 km².

## Bistum Jardim
- Bistum Jardim